# Kyjłud
Kyjłud (ros. Кыйлуд) – wieś (sieło) w Rosji, w Udmurcji, w rejonie uwińskim. W 2010 liczyła 631 mieszkańców.